# قائمة محافظات الأردن
| عمان الزرقاء معان المفرق العقبة اربد الطفيلة الكرك 1. عجلون 2. جرش 1 2 3. البلقاء 4. مادبا 3 4 |

تقسم المملكة الأردنية الهاشمية إلى 3 أقاليم هي اقليم الشمال واقليم الوسط واقليم الجنوب، الذي يعد التقسيم الإداري الأولي في المملكة، وبدورها تقسم هذه الأقاليم إلى 12 محافظة، تتوزع على هذه الأقاليم الثلاثة. يعين على كل محافظة حاكم إداري يسمى محافظ، مهمته الأساسية هي حفظ الأمن في المحافظة. وكذلك تقسم هذه المحافظات إلى ألوية يشرف عليها «المتصرف» وأقضية تتبع لها مناطق ومدن وقرى.

## قائمة محافظات الأردن
| محافظات الأردن | محافظات الأردن | محافظات الأردن | محافظات الأردن | محافظات الأردن         | محافظات الأردن |
| محافظات        | الكثافة (/كم²) | المساحة (%)    | المساحة (كم²)  | السكان (إحصائيات 2015) | خريطة          |
| -------------- | -------------- | -------------- | -------------- | ---------------------- | -------------- |
| إربد           | 739.5          | 1.77           | 1572           | 1,770,158              |                |
| البلقاء        | 390.5          | 1.26           | 1120           | 491,709                |                |
| جرش            | 478            | 0.46           | 410            | 237,059                |                |
| الزرقاء        | 204.3          | 5.36           | 4761           | 1,364,878              |                |
| الطفيلة        | 41.4           | 2.49           | 2209           | 96,291.                |                |
| عجلون          | 357.9          | 0.47           | 420            | 176,080.               |                |
| العقبة         | 20.6           | 7.78           | 6905           | 188,160                |                |
| العاصمة        | 333.6          | 8.54           | 7579           | 4,007,526              |                |
| الكرك          | 72.9           | 3.94           | 3495           | 316,629                |                |
| مادبا          | 173.8          | 1.06           | 940            | 189,192                |                |
| معان           | 3.8            | 36.98          | 32832          | 144,082.               |                |
| المفرق         | 11.6           | 29.90          | 26551          | 549,948                |                |

|  |

## روابط خارجية
- المحافظات والمراكز الإدارية - وزارة الداخلية الأردن